# Monnikenberg
Landgoed Monnikenberg is een natuurgebied van het Goois Natuurreservaat bij Hilversum.
Het landgoed wordt omsloten door de spoorlijn Hilversum - Amersfoort, de A27 en de Soestdijkerstraatweg. Het werd aangelegd in landschapsstijl met oude beukenlanen uit 1863. Het gebied is genoemd naar de vroegere villa op het terrein en niet naar de naam van het Klooster ‘De Stad Gods’, van de Zusters Augustinessen van Sint-Monica op het terrein.
Het gebied bestaat verder uit weilanden en een waterpartij. Hierin leeft de kamsalamander.
Tussen 1836-1837 werden de heidegronden in dit gebied verkocht. De eerste eigenaar was douairière J.L. Huydekoper Van Maarseveen die op kasteel Groeneveld in Baarn woonde. De tweede eigenaar, Herman Adriaan Van den Wall Bake, liet op het terrein een sterrenbos aanleggen. Hierop werd na 1843 een boerderij gebouwd. Op een heuvel stond de koepel Van Bake als uitkijkpunt. Rond 1900 verrees villa Monnikenbos met een koetshuis en stalgebouw. De Zwartenweg werd daarna afgesloten en vervangen door de Heideparkweg die langs Heidepark naar Monnikenberg liep.